# Björkåstjärnen
Björkåstjärnen är en sjö i Hagfors kommun i Värmland och ingår i Göta älvs huvudavrinningsområde. Sjön är 10 meter djup, har en yta på 0,033 kvadratkilometer och är belägen 315 meter över havet.